# Mirko Šarović

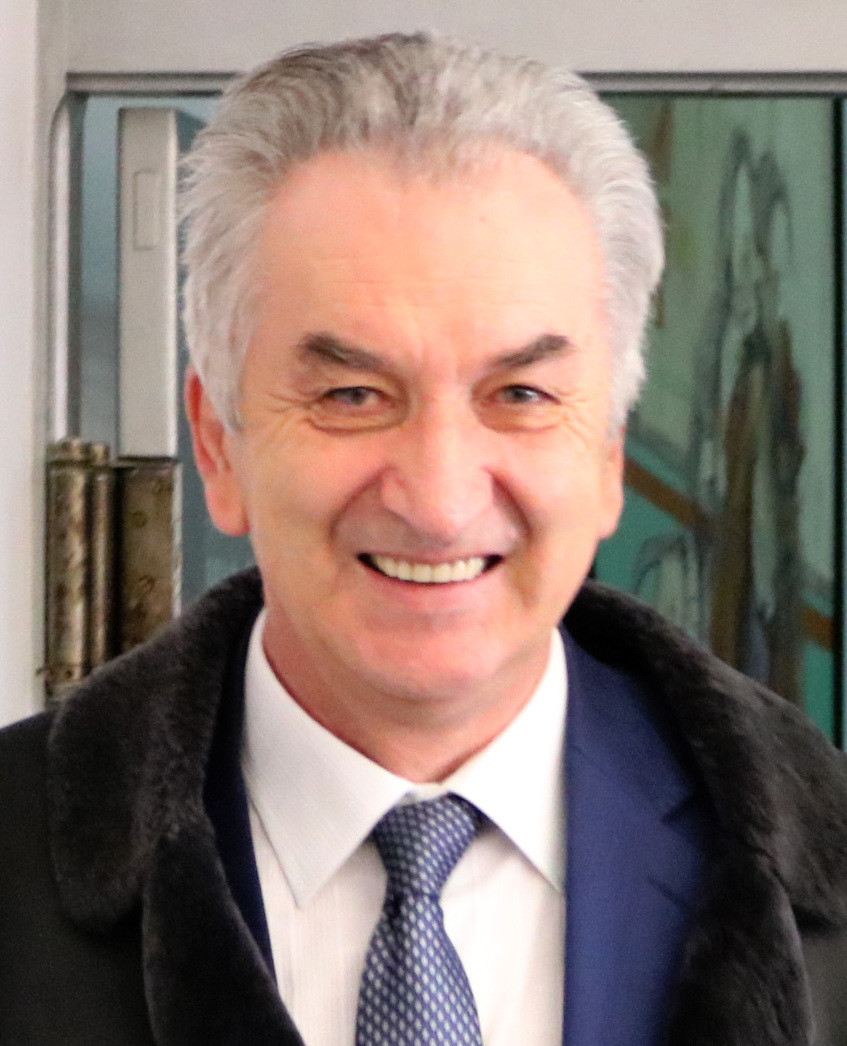
Mirko Šarović

Mirko Šarović (serbisch-kyrillisch Мирко Шаровић; * 16. September 1956 in Rogatica, Jugoslawien) ist ein bosnischer Politiker der Srpska Demokratska Stranka (SDS), serbischer Volkszugehörigkeit. Von Januar 2000 bis November 2002 war er Präsident der Republika Srpska.
Als Präsident unterschrieb er am 5. März 2001 gemeinsam mit dem jugoslawischen Präsidenten Vojislav Koštunica den Vertrag über die speziellen Beziehungen zwischen der Bundesrepublik Jugoslawien und der Republika Srpska. Nach Ende seiner Amtszeit als Präsident fungierte er von Oktober 2002 bis April 2003 als serbischer Vertreter in der Präsidentschaft von Bosnien und Herzegowina.
Am 2. April 2003 wurde Šarović aufgrund eines illegalen Waffendeals mit dem Irak verhaftet und nachfolgend seines Amtes enthoben.
| Personendaten    | Personendaten                                                    |
| ---------------- | ---------------------------------------------------------------- |
| NAME             | Šarović, Mirko                                                   |
| ALTERNATIVNAMEN  | Шаровић, Мирко (kyrillisch)                                      |
| KURZBESCHREIBUNG | bosnisch-serbischer Politiker und Präsident der Republika Srpska |
| GEBURTSDATUM     | 16. September 1956                                               |
| GEBURTSORT       | Rogatica, Jugoslawien                                            |